# لولا (فلم 1981)
لولا (بالإنجليزية: Lola) فيلم ألماني غربي لعام 1981 من إخراج راينر فاسبيندر Rainer Werner Fassbinder، وهو الثالث في ثلاثية المخرج BRD Trilogy (الفيلم الأول: زواج ماريا براون، والفيلم الثاني: فرونيكا فوس). يتتبع الفيلم مغنية ملهى ليلي مغرية تضع مقاول بناء فاسد ضد مفوض البناء الجديد ذي الاتجاه المستقيم، وتطلق خطة شائنة للارتقاء بنفسها في عالم حيث كل شيء، وكل شخص، معروض للبيع.

## طاقم التمثيل
باربرا سوكوا: في دور لولا
ارمين مولر ستال: في دور فون بوم
ماريو أدورف: في دور شوكرت
ماتياس فوكس: في دور إيسلين
هيلجا فيدرسن: في دور ملكة جمال هيتيش
كارين بعل: في دور والدة لولا
إيفان ديسني: في دور ويتيتش
إليزابيث فولكمان: في دور جيجي
كارل هاينز فون هاسل: في دور تيمردينج
روزيل زيك: في دور السيدة شوكيرت
كريستين كوفمان: في دور سوزي
واي سالو: في دور لوزا
جونتر كوفمان: في دور جي
إيزولد بارث: في دور السيدة فولكر
كارستن بيترز: في دور محرر
هاري باير: في دور أول متظاهر
ويل دي راينر: في دور متظاهر ثان
سونيا نيودورفر: في دور السيدة فينك
نينو كوردا: في دور رجل توصيل تلفزيوني
هربرت شتاينميتز: في دور البواب

## أحداث الفيلم
في عام 1957 في مدينة كوبورج، وكما هو الحال في معظم ألمانيا الغربية، كانت إعادة الإعمار هي الشعار، وتستفيد من ذلك النخبة في كوبورج: رئيس البلدية ورئيس الشرطة ورئيس البنك ورئيس تحرير الصحيفة، والأهم من هؤلاء، شوكيرت وهو مطور عقارات ويمتلك أيضًا بيت دعارة في البلدة يتردد عليه الرجال الآخرون، وفتاته المفضلة هي المغنية لولا. هذا الوضع المرضي للجميع في مدينة كوبورج يصبح مهددًا، عندما يصل فون بوم، وهو لاجئ من شرق بروسيا، ليعمل بإدارة المدينة كمفوض جديد للبناء. فون بوم هو مطلق، يستأجر عاملة كمدبرة منزل لحفيدته الصغيرة، ويكرس نفسه لوظيفته الجديدة. تقرر لولا معرفة هذا الرجل المثير للإهتمام «فون بوم» وهي تحت أسمها الحقيقي ماري لويز، وسرعان ما تجذب إنتباهه، وهو غير مدرك لوظيفتها الليلية أو بحقيقة أن شوكيرت مالك بيت الدعارة، هو والد إبنتها الصغيرة، ويحاول التورط معها، لكنها تحذره. عندما يعاين فون بوم أخيرًا بيت الدعارة، يكتشف حقيقة لولا. في غضون ذلك، كان يجمع الأدلة على إنتشار الفساد في كوبورج، بسبب الفساد المستشري، بما في ذلك تصاريح البناء، التي يدبرها شوكيرت. يقرر فون بوم وضع حدًا لذلك الفساد. يدرك فون بوم مع مرور الوقت، أن لا أحد في المدينة يهتم بالإصلاح، ويجد نفسه غير قادر على تغيير النظام، ولا أحد يريد تغيير أي شيء في الوضع الراهن، ولا حتى الصحافة مهتمة بذلك. في النهاية، يتم دمج الجميع، بمن فيهم فون بوم، الذي يظل على حبه للولا، وبمباركة شوكيرت يتزوجها، وكهدية زفاف، يمنح شوكيرت الزوجين إدارة بيت الدعارة، ويتم إستئناف العمل القديم.

## الجوائز
حصل الفيلم من جوائز الأفلام الألمانية German Film Awards 1982على جائزة أفضل ممثل دور رئيسي للممثل (ارمين مولر ستال) وعلى جائزة أفضل ممثلة دور رئيسي للممثلة (باربرا سوكوا)، وحصل الفيلم على الجائزة الفضية لأفضل الأفلام.

## إستقبال الفيلم
كتب فنست كانبي من صحيفة نيويورك تايمز: «هجاء مرير ونشط وأحيانًا مؤثر بشكل مفاجئ حول» معجزة«ألمانيا الغربية الإقتصادية في الخمسينيات»، وكتب بروس مكابي من بوسطن جلوب: «لولا هو فيلم لفاسبندر لا يمكن محوه من الذاكرة ولا يمكن وصفه، هو فيلم متطلب ومقنع يفرض رد فعل على المشاهد، لإدراك أن الذكاء الكامن وراء هذه الصور، ولكنه يظل محزنًا حقًا». كتب هورست كلوز في معجم ريكلام للأفلام الألمانية 1995: «إن مشاهدة تمثيل الأبطال الثلاثة أدورف وسوكوا ومولر ستال هي متعة سينمائية في أفضل حالاتها. تتميز لولا أيضًا بشيء لا يمكن العثور عليه في أي فيلم آخر لفاسبيندر».
منح موقع الطماطم الفاسدة تقييم للفيلم بدرجة 100%.

## وصلات خارجية
- لولا (فيلم 1981)
- لولا (فيلم 1981)
- لولا (فيلم 1981)